# Znanylekarz.pl
ZnanyLekarz.pl – serwis internetowy z segmentu e-usług, umożliwiający pacjentom publikowanie opinii o lekarzach oraz umawianie się na wizyty lekarskie przez internet.

## Historia
Portal powstał w 2007 roku i od tamtej pory szybko rósł – w 2012 r. odwiedzało go 1,6 mln użytkowników miesięcznie, a na koniec 2013 ich liczba przekraczała 2 mln. Na koniec 2013 roku w serwisie znajdowała się baza profili ponad 125 tys. lekarzy i specjalistów. Według danych z marca 2014, portal odwiedzały 3 miliony użytkowników miesięcznie.

## Budowa portalu
W serwisie lekarz ma swój profil, gdzie znajdują się jego dane kontaktowe, opis kwalifikacji zawodowych, badania i zabiegi, jakie wykonuje oraz choroby, które leczy. Oprócz tych informacji na profilu lekarza można znaleźć opinie pacjentów. Warunkiem umieszczenia opinii o lekarzu jest rejestracja w serwisie lub zalogowanie się za pomocą konta facebookowego. Opinie są widoczne dla wszystkich użytkowników internetu.
Za pośrednictwem serwisu można umówić się na wizytę do wybranego lekarza, wybierając termin w kalendarzu internetowym. Lekarz może dodać kalendarz wizyt na swoim profilu po wykupieniu abonamentu w serwisie ZnanyLekarz.pl. Lekarz bądź specjalista może ustosunkować się do opinii, zarówno pozytywnej, jak i negatywnej. W przypadku tej ostatniej może zgłosić nadużycie. Usługa internetowego umawiania wizyt została uruchomiona w lipcu 2012 roku. To innowacyjne rozwiązanie organizacyjne zostało wprowadzone wtedy po raz pierwszy na polskim rynku i wniosło istotny wkład w historię branży e-usług w zakresie służby zdrowia.

## Proces weryfikacji profilu
Zanim profil podstawowy pojawi się na ZnanyLekarz.pl, przechodzi przez proces weryfikacji. Proces weryfikacji trwa do 2 dni roboczych, a po jego zakończeniu profil lekarza będzie widoczny w portalu.

## Kontrowersje
Serwis jest oskarżany o cenzurę komentarzy i manipulowanie ocenami oraz udostępnianie lekarzom prywatnych danych osób komentujących.

## Wersje językowe
Serwis jest częścią grupy Docplanner Group, która podobne serwisy rozwija w innych państwach. Witryny grupy DocPlanner to:
- ZnanyLekarz.pl – Polska
- Doktortakvimi.com[8] – Turcja
- MioDottore.it[9] – Włochy
- Doctoralia.es – Hiszpania
- Doctoralia.com.br – Brazylia
- Doctoralia.com.mx – Meksyk